# Symphonie no 37 de Mozart
Pour les articles homonymes, voir Symphonie no 37.

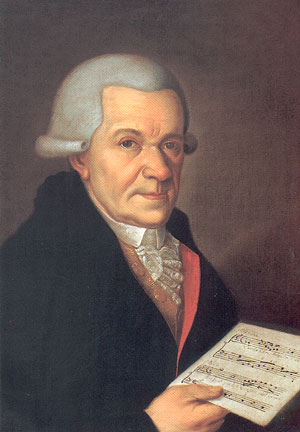
Michael Haydn

La controversée Symphonie no 37 en sol majeur, KV 444/425a, est en fait une introduction de Wolfgang Amadeus Mozart pour une symphonie en sol de Michael Haydn.

## Histoire
La symphonie complète a pendant longtemps été considérée comme une œuvre de Mozart, mais on sait maintenant qu'elle a principalement été écrite par Michael Haydn, sous le titre de Symphonie no 25 en sol majeur, Perger 16, Sherman 25, MH 334. La véritable paternité de cette œuvre a été révélée par Lothar Perger en 1907. Les commentateurs modernes estiment qu'il est « difficile de comprendre comment les éditions Breitkopf aient pu considérer la Symphonie en sol majeur comme le successeur immédiat de la Symphonie Linz » ; le contraste entre les deux œuvres est tel que cette symphonie aurait vraisemblablement été écrite beaucoup plus tôt si Mozart en avait été le seul compositeur.
L'introduction a probablement été composée en 1783 afin d'être jouée lors de la première de la Symphonie no 36 à Linz.
La lecture audio n'est pas prise en charge dans votre navigateur. Vous pouvez télécharger le fichier audio.
Mozart a probablement en grande partie copié la partition, mais il a tout de même écrit une nouvelle introduction Adagio maestoso pour elle (peu de symphonies de Haydn ayant une introduction lente). L'introduction de Mozart à trois temps se termine par un point d'orgue sur un accord de septième de dominante avec fondamentale, puis sur un accord de tonique qui mène au commencement de l'œuvre de Haydn. Saint-Foix considère l'introduction comme « un prélude expressif qui, d'ailleurs, est tout à fait en phase avec le mouvement qu'il annonce ».
Mozart n'a pas copié le reste de l'œuvre note à note, prenant quelques libertés. Il a ainsi enlevé un solo de basson au milieu du mouvement Andante sostenuto, et « semble avoir réduit la colla parte [indication qui demande de jouer une autre voix à l'unisson] des vents tout au long de l'œuvre », selon Gary Smith.
Dans l'édition de Breitkopf & Härtel, les partitions de la flûte, des deux hautbois, des deux cors et des cordes ont tendance à inclure les bassons (toujours à l'unisson avec les violoncelles, à l'exception des passages importants dans l'adagio), présents dans la partition originale de Michael Haydn, mais écartés par Mozart, et un clavecin joue une basse chiffrée, basée sur le mouvement des violoncelles. La flûte est seulement utilisée pour la première section du mouvement lent.

## Ouvrages de référence
- (de) Perger Lothar, Thematisches Verzeichnis der Instrumentalwerke von Michael Haydn, Vienne, Artaria, 1907